# Cleistanthus suarezensis
Cleistanthus suarezensis är en emblikaväxtart som beskrevs av Jacques Désiré Leandri. Cleistanthus suarezensis ingår i släktet Cleistanthus och familjen emblikaväxter. Inga underarter finns listade i Catalogue of Life.